# Regione di Berna-Altipiano svizzero
La regione di Berna-Altipiano svizzero (ufficialmente, in tedesco, Verwaltungsregion Bern-Mittelland, regione amministrativa di Berna-Altipiano svizzero) è una delle 5 regioni amministrative in cui è suddiviso il Canton Berna, in Svizzera.

## Storia
La regione amministrativa di Berna-Altipiano svizzero fu creata il 1º gennaio 2010, nell'ambito della riforma amministrativa del Canton Berna.

## Suddivisione
La regione amministrativa di Berna-Altipiano svizzero comprende un unico circondario amministrativo:
- Berna-Altipiano svizzero